# Monte Cristo (Washington)
Monte Cristo est une ville fantôme située dans le comté de Snohomish dans l'État de Washington au nord-ouest des États-Unis.

## Historique

### Avant la conquête de l'Ouest

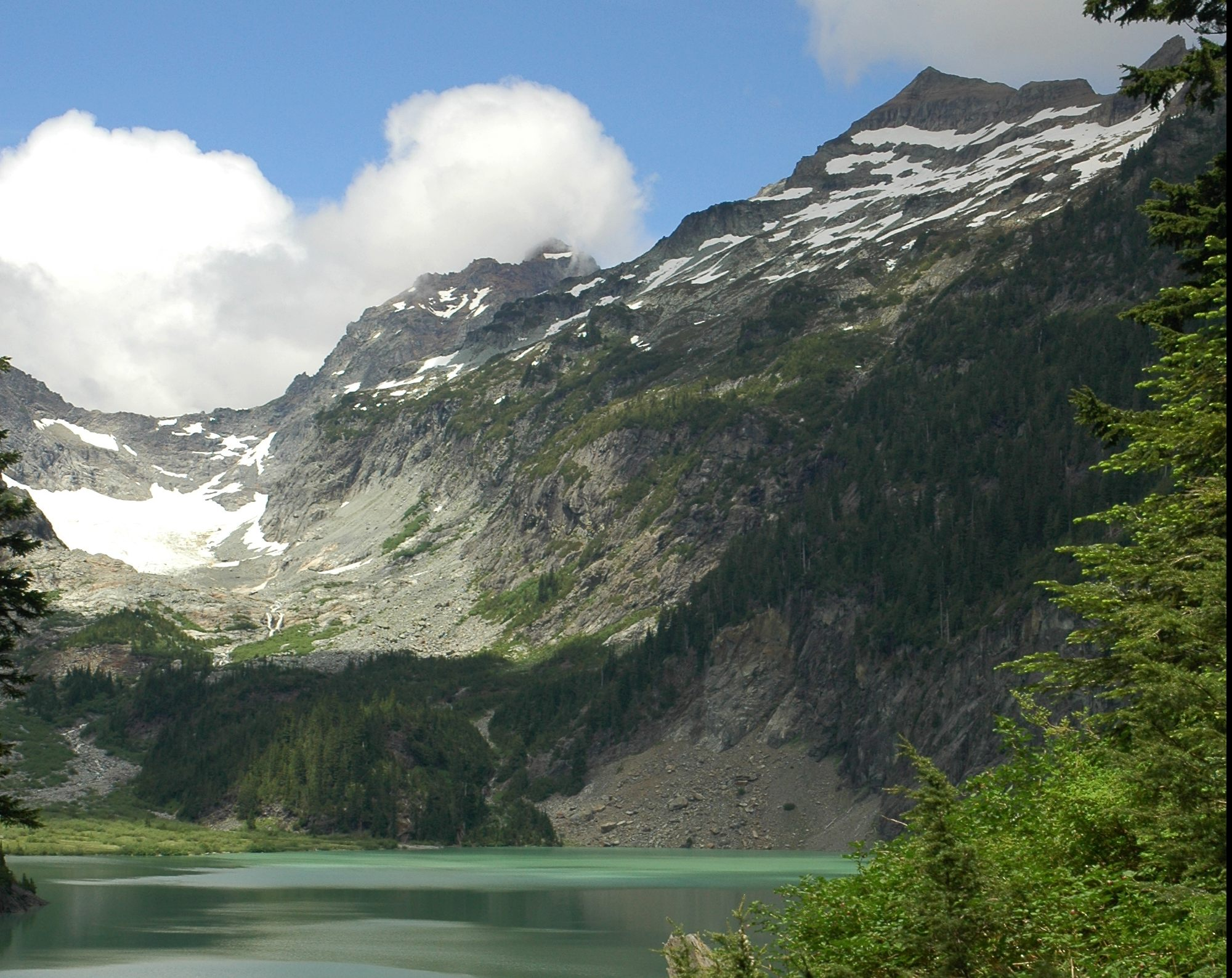
Glacier Columbia et Monte Cristo Peak.

La région est peuplée depuis la préhistoire, comme en témoigne la découverte de l'homme de Kennewick, un des plus anciens trouvés aux États-Unis (plus de 9 000 ans). Les peuplades amérindiennes qui y habitent, comme les Makahs le long de la côte sont connus pour leur maîtrise du bois : ils sculptent canoës et mâts totémiques.

### Premières prospections
La prospection minière débute dans la région au niveau du bassin de la Skykomish. La région s'étend dans la zone montagneuse de la chaîne des Cascades à proximité du Monte Cristo Peak, une montagne. En 1882, le sentier qui permet d'atteindre la région est amélioré et un boom minier débute à Mineral City.
Durant l'été 1889, Joseph L. Pearsall découvre non loin de nouveaux dépôts de minerais dans la région de Monte Cristo. Il en informe Frank Peabody (en) qui implique l'ingénieur en mines John MacDonald Wilmans dans le déploiement des moyens financiers pour la construction des premières routes pour caravanes vers Monte Cristo,. Dès 1890, de nombreux mineurs arrivent dans la région. En 1891, un chemin de fer permet à des wagons de transporter les minerais de Monte Cristo jusqu'au bassin du fleuve Skagit.

### 1rephase minière: Rockefeller
En 1891, John Davison Rockefeller rachète plusieurs mines de la région,,. On pensait à l'époque que le sous-sol regorgeait de minerai d'argent et de plomb.
En 1893, la Monte Cristo Mining Company enregistre la parcelle de terre constituant la ville de Monte Cristo auprès des cadastres de Cleveland, Ohio. Le groupe Wilmans-Bond entreprend dès la fin 1893 la construction du chemin de fer pour connecter la nouvelle ville, dont la conception est confiée à John Q Barlow. Ce dernier identifie le Barlow Pass (Washington) (en) comme meilleure option pour le passage d'un train. Le nouveau chemin de fer est complété en septembre 1893 pour relier la localité à Hartford. La Puget Sound Reduction Company est créée pour transformer les minerais et alléger les charges des transports ferroviaires. Le groupe d'investisseurs mené par Rockfeller rachète tous les segments ferroviaires des environs et les concentre au sein de la Everett & Monte Cristo Railway Company.
Pour le transport des minerais depuis les mines, dont les accès sont en flancs de colline en altitude (dont la mine Comet), vers les usines de transformation, des téléphériques sont construits.

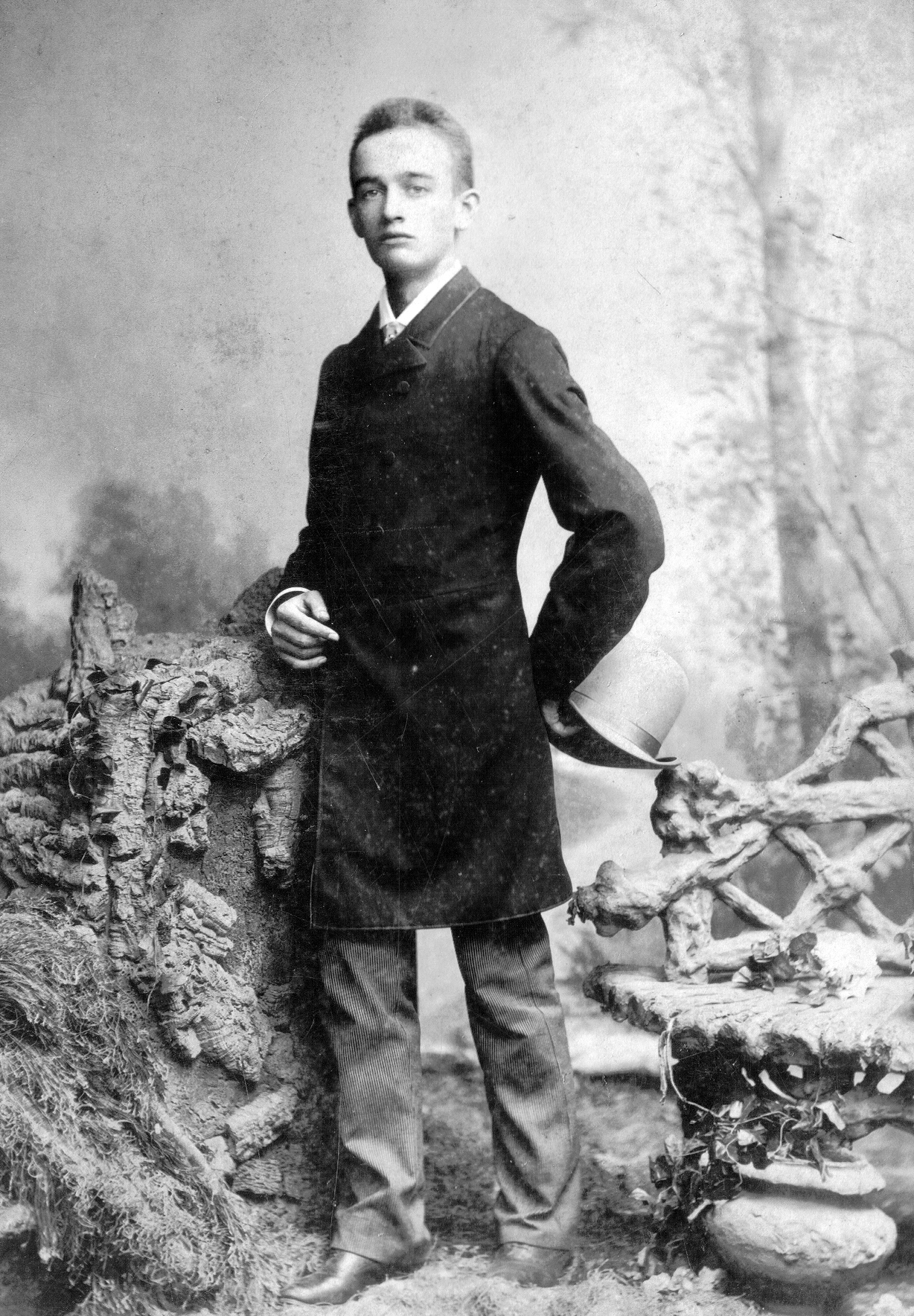
Frederick Trump en 1887.

Cette même année, la population atteint son pic historique en dépassant les 1 000 habitants. Frederick Trump, futur grand-père du 45e président des États-Unis Donald Trump, établit un hôtel-pension et construit sa fortune en logeant et nourrissant les mineurs malchanceux. La panique de 1893 pousse cependant la maison Rockfeller à envoyer Frederick T. Gates sur place pour rentabiliser les finances de la ville.
En 1895, 125 mineurs sont employés dans les mines, 200 en 1896. Les retombées indirectes de l'activité touchent 600 personnes. De pauvres conditions de travail provoquent des turbulences au sein de la masse ouvrière, qui est conséquemment remplacée par des ouvriers de la Rockfeller originaires du Michigan. La crise de 1893 fait que les ouvriers n'ont pas beaucoup d'opportunités de travail durant cette période.
En 1896, une importante inondation détruit une partie de la ligne de chemin de fer mais l'exploitation reprend et la production atteint de nouveaux records.

### 2ephase minière: Hill

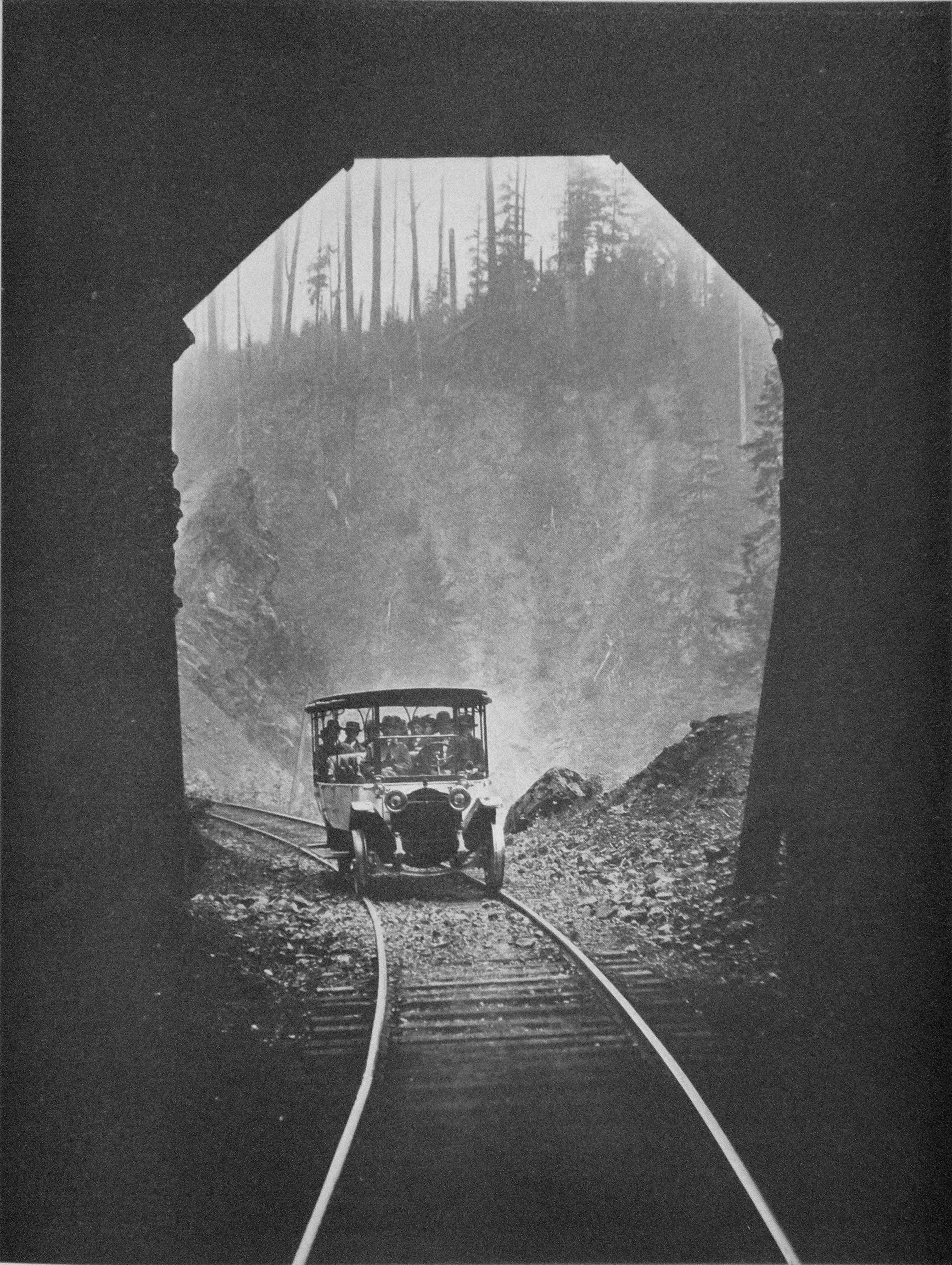
Voyage vers Monte Cristo en 1916.

Durant l'automne 1897, de nouvelles inondations détruisent les infrastructures locales et le montant des réparations est très important par rapport aux bénéfices de l'exploitation. Beaucoup d'habitants désertent la ville. Frederick T. Gates tente alors d'infliger des taxes plus élevées aux habitants en exil de la ville pour assurer sa reconstruction, ceux-ci refusent, ce qui permet à Gates de s'approprier une grande majorité des terrains de la ville, qu'il revend en 1899 à James J. Hill, président de la Great Northern Railway. Hill divise le réseau ferroviaire et revend la portion reliant la ville à Snohomish à son concurrent la Northern Pacific Railway qui assure les réparations nécessaires et crée la nouvelle entreprise Monte Cristo Railway Company.
En 1902, alors que le réseau ferroviaire régional est consolidé, Gates négocie la reprise des activités minières auprès de l'American Smelting and Refining Company (ASARCO) pour la céder à la Guggenheim qui s'intéresse surtout aux usines de fusion des métaux de la ville. La Guggenheim exploite ces activités de fusion jusqu'en 1912. Les usines ont ensuite été démantelées mais une forte pollution des terrains liée à cette activité resta. De nombreux mineurs quittent la région vers 1900 pour un nouveau boom minier dans le Klondike.
Plusieurs entreprises minières tentent de relancer les exploitations entre 1906 et 1920, mais la production est sporadique, et une avalanche un jour de Noël 1920 sur la Toad Mountain met définitivement fin aux activités minières à Monte Cristo.

### Destination touristique
En 1918, le professeur de l'université de Washington Edmund Meany (1862-1935) mène une exploration en escalade des pics de la région. Un investisseur américain, John Andrews, rachète de nombreuses terres et transforme la ville en destination touristique. Une ligne ferroviaire commerciale est établie depuis la ville d'Everett.
La grande dépression et la deuxième guerre mondiale poussent Andrews à vendre son activité en 1951 au couple Del et Rosemary Wilkie, qui développe alors l'accroche de Ghost town autour de la ville de Monte Cristo. De nombreux bâtiments de l'ère minière sont démantelés, et de nombreux vestiges sont revendus.
Entre 1963 et 1967, 2 propriétaires différents reprennent les terrains de l'ancienne ville minière. L'idée est de la développer en destination de ski, mais le terrain s'avère bien trop difficile en raison de l'inclinaison des pentes et de la qualité de la neige trop proche de celle de la glace.
En 1980, à la suite d'une forte inondation ayant causé une coulée de boue destructrice dans Monte Cristo, le comté de Snohomish choisit de ne pas investir dans sa reconstruction. Le 19 mars 1983, une personne anonyme déclare à la police qu'un feu ravage l'une des maisons de la ville. Les médias relaient l'information et rendent publiques le fait que la ville est abandonnée. Cette information mène de nombreux vandales à venir piller les vestiges de la ville. La Monte Cristo Preservation Association est créée peu de temps après pour assurer la protection des lieux.
En 1994, à la suite d'une série d'alliances, la gestion de Monte Cristo est transférée au Service des forêts des États-Unis. En 2003, les restes de pollution des terres provoquée par les activités minières sont mises à jour et des opérations d'études et de décontamination sont lancées.

## Climat
En novembre démarre la saison des pluies, alimentée par d'énormes masses brumeuses provenant du Pacifique et se déversant en traversant la chaîne de montagnes. Les inondations sont fréquentes à la grande époque des exploitations minières. Ces pluies torrentielles sont accompagnées de la fonte des glaces des pics environnants, provoquant des déluges dans les plaines et vallées.